# McDonnell 119/220
McDonnell 119/220 – amerykański prototypowy samolot dyspozycyjny (ang. business jet) zaprojektowany i wybudowany w jednym egzemplarzu w latach 50. XX wieku w wytwórni McDonnell Aircraft Corporation.

## Historia

### Geneza
Po zakończeniu II wojny światowej napęd odrzutowy stał się podstawowym rodzajem napędu samolotów bojowych United States Air Force. Jego główna zaleta w porównaniu do możliwości oferowanych przez napęd tłokowy - szybkość, dostrzeżona została również w kontekście samolotów transportowych. Potrzebę wprowadzenia do użycia w siłach powietrznych niewielkich, nowoczesnych, napędzanych silnikami odrzutowymi samolotów transportowych, zdolnych do przewozu pasażerów, sformułowano w połowie lat 50. Pomimo panującej w kręgach decyzyjnych zgody co do potrzeby pozyskania tego typu maszyn, na przeszkodzie stanęły obowiązujące w owym okresie wymogi formalne, które umożliwiały wydanie specyfikacji i rozpoczęcie prac projektowych jedynie nad samolotami o taktycznych właściwościach. Maszyna pasażerska takich właściwości nie miała. Aby ominąć tę przeszkodę, ogłoszono plan zakupu już istniejącej na rynku cywilnym konstrukcji w ramach dwóch konkursów. Pierwszy z nich, UTX (Utility-Trainer Experimental) przewidywał zakup dwusilnikowego, czteromiejscowego samolotu, przeznaczonego do treningu załóg maszyn wielosilnikowych. Drugi projekt, UCX (Utility-Cargo Experimental) zakładał zakup samoloty pasażerskiego, zdolnego do przewozu 10 - 12 pasażerów na dystansie 4630 km, napędzanego czterema silnikami odrzutowymi.

### Projekt
Warunki konkursu skonstruowane były tak, że producenci brali na siebie wszystkie koszty związane z rozwojem projektu, bez żadnej gwarancji ze strony sił powietrznych na zwrot pieniędzy i jakiekolwiek zamówienia. Do części UCX przystąpił Fairchild Aircraft, McDonnell Aircraft Corporation i Lockheed Corporation, ale jedynie dwie ostatnie wytwórnie wybudowały samoloty w ramach programu UCX. McDonnell, do tego momentu specjalizujący się w projektowaniu i budowie maszyn typowo wojskowych, powołał specjalny zespół dedykowany pracom nad nową konstrukcją, która otrzymała wstępne oznaczenie „Model 119”. Pod koniec października 1957 roku zaprezentowano makietę samolotu. Był to dolnopłat z czterema silnikami zawieszonymi każdy w oddzielnej gondoli na pylonach pod skrzydłami. Wloty powietrza do silników miały prostokątny przekrój. Usterzenie klasyczne, skrzydła i usterzenie poziome o skosie 35°, statecznik pionowy o skosie 45°. Maszyna miała być napędzana czterema silnikami Fairchild J83 – tymi samymi, których użycie planował Fairchild Aircraft w swoim, niezrealizowanym projekcie. Niestety z powodu anulowania prac nad J83, cały projekt zanotował opóźnienia. Ostatecznie do napędu prototypu samolotu wybrano jednostki Westinghouse J34-WE-22 o ciągu 1352 kG każda, a wersja seryjna napędzana miała być silnikami Pratt & Whitney JT12A-3 o ciągu 1315 kG każdy. Płaty wyposażone w klapy szczelinowe na zewnętrznych sekcjach i klapy krokodylowe na wewnętrznych sekcjach skrzydeł. Maszyna z wyglądu przypominała pomniejszoną wersję Douglas DC-8. Kabina przystosowana była do przewozu maksymalnie 26 pasażerów, wersja o podwyższonym komforcie oferowała przelot dla 10 osób w kabinie o wysokości 1,88 m.

### Prototyp

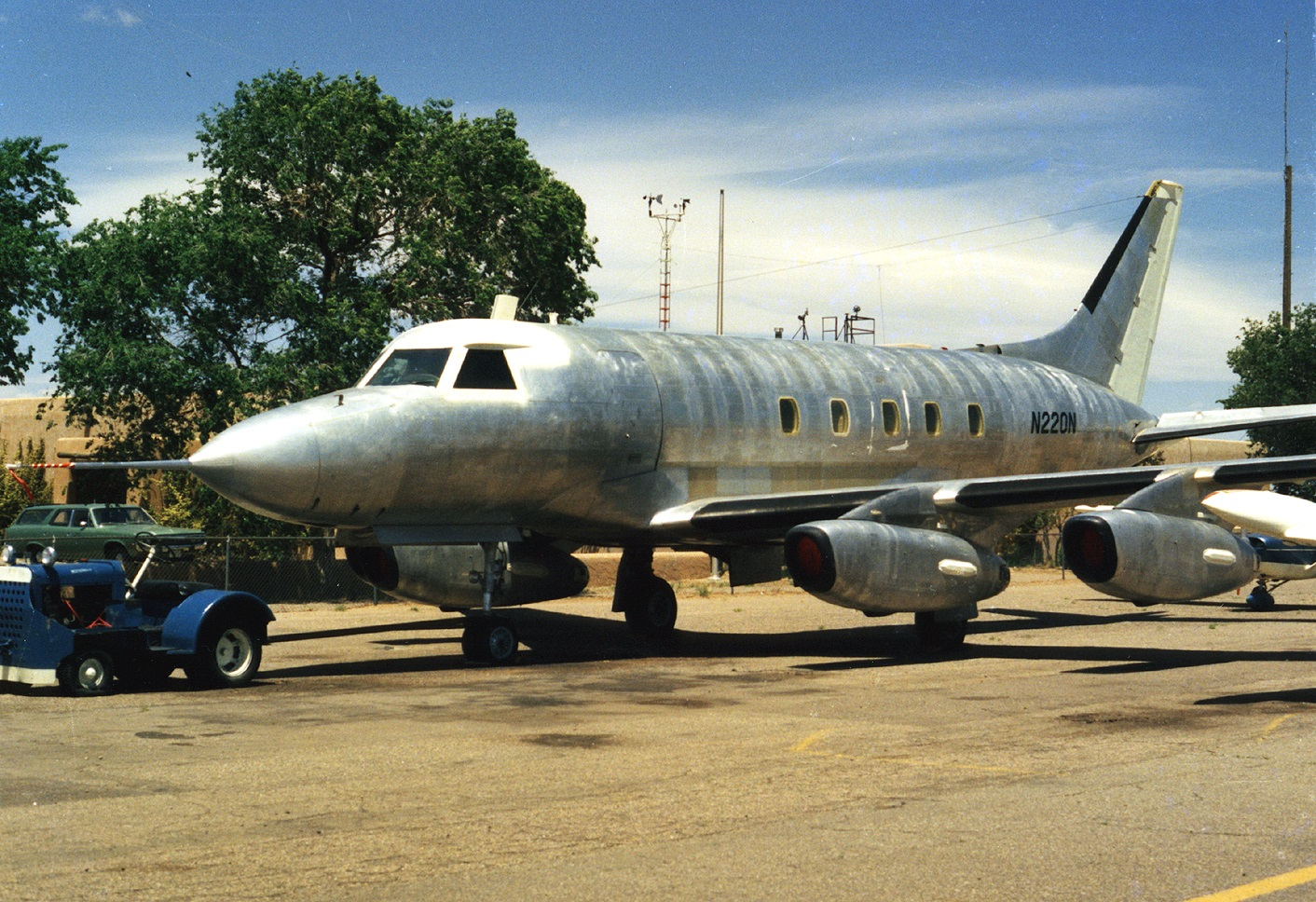
McDonnell 220 na terenie Albuquerque w maju 1975 roku

Gotowy prototyp został oficjalnie zaprezentowany w styczniu 1959 roku, a 11 lutego tego samego roku maszyna po raz pierwszy wzbiła się w powietrze. Za sterami samolotu o znakach N119M siedzieli piloci G.J. Mills i H. Rogers. W trakcie prób prototypu okazało się, że zawieszone nisko nad ziemią silniki mogę zasysać ciała obce z płyty lotniska. Aby temu zapobiec, w dolnej części wlotów powietrza każdego z silników umieszczono zawór, przez który wydmuchiwano pod ciśnieniem powietrze pobierane ze sprężarki. 
Ostatecznie US Air Force wybrały produkt konkurencyjnego Lockheeda, rezygnując z maszyny McDonnell 119. Niezrażony niepowodzeniem McDonnell podjął decyzję o sprzedaży samolotu na rynku cywilnym. W 1959 roku, w celu uczczenia dwudziestolecia działalności firmy, zmieniono oznaczenie samolotu na  McDonnell 220, maszyna otrzymała również nowy numer rejestracyjny N220N. 17 października 1960 roku Federal Aviation Agency (obecna Federal Aviation Administration) wydała tymczasowy certyfikat typu umożliwiając tym samym wytwórni rozpoczęcie sprzedaży samolotu. McDonnell oferował swój produkt w dwóch wersjach napędzanych różnymi silnikami. Mogły by to być cztery Pratt & Whitney JT12A-3 lub turbowentylatorowe General Electric CF700-1 o ciągu 1814 kG każdy. Podpisano wstępne porozumienie na sprzedaż 170 samolotów dla Business Sales Division Pan American World Airways, która miała oferować samoloty w leasingu. Niestety dla McDonnell Pan Am wycofał się z transakcji ostatecznie kupując w 1963 roku samoloty Dassault Falcon 20. Powodem decyzji była cena samolotu amerykańskiego producenta. Brak zamówienia ze strony sił powietrznych spowodował, że McDonnell chcąc zachować opłacalność całego projektu zażądał ceny niewspółmiernie wysokiej za swój skomplikowany techniczne samolot w porównaniu do francuskiego konkurenta lub wygranego w konkursie UCX Lockheeda JetStar. Chcąc ratować projekt, wytwórnia wysłała swoją ofertę sprzedaży samolotu do 750 największych przedsiębiorstw i koncernów na terenie Stanów Zjednoczonych. Bez efektów, nikt nie był zainteresowany ofertą. Po kilku latach eksploatacji samolotu w charakterze maszyny do przewozu VIPów koncernu, McDonnell przekazał maszynę nieodpłatnie do Flight Safety Foundation, organizacji zajmującej się szeroko rozumianym bezpieczeństwem przewozów lotniczych. McDonnell 220 miał zakończyć swój żywot w teście zderzeniowym. Na szczęście dla samolotu nie doszło do tego. Maszyna przechodziła od jednego właściciela do drugiego, realizując różnego rodzaju zadania na terenie Ameryki Południowej. Obecnie znajduje się w prywatnych rękach na terenie Stanów Zjednoczonych.